# Zasada mniejszego cła
Zasada mniejszego cła (ang. lesser duty rule) stosowana jest przez Unię Europejską w postępowaniach antydumpingowych. Polega ono na ustaleniu ostatecznego cła antydumpingowego tylko w takiej wysokości, aby pokryło wywołaną przez dumping szkodę.
Cło antydumpingowe ustalane jest albo na podstawie marży dumpingu, albo na podstawie marży szkody, zależnie, która z tych wartości jest niższa.
Marża dumpingu jest różnicą ceny po jakiej dany (lub podobny) towar sprzedawany jest w kraju swojego pochodzenia, a ceną po jakiej jest eksportowany do Unii Europejskiej.
Marża szkody jest z kolei różnicą ceny po jakiej producenci unijny chcieliby sprzedawać swoje towary tak, by zapewniało im to rozsądny zysk a ceną po jakiej oferowany jest w krajach Unii Europejskiej podobny towar eksportowany (chodzi tutaj o cenę producenta powiększoną o inne opłaty, na przykład transportu, logistyki i zwykłej taryfy celnej).
Zasada mniejszego cła jest specyficzna dla Unii Europejskiej. Pozwala ona przynajmniej w teorii ograniczyć negatywne skutki zastosowania nadmiernego cła antydumpingowego (groźba zbyt małej podaży danego towaru). Jednakże jako jej słabość jest czasami wskazywana subiektywność obliczania marży szkody.